# Bədavi Hüseynov
Bədavi Hüseynov (Kaspijsk, 11 luglio 1991) è un calciatore azero, difensore del Qarabağ.

## Carriera

### Club
Dal 2008 al 2010 gioca tre stagioni nella terza serie del campionato russo con il Dagdizel'. Passa quindi alla squadra riserve dell'Anži.
Nella stagione 2011-2012 si trasferisce nel campionato azero giocando con il Sumqayıt, quindi viene acquistato dal Qarabağ.

### Nazionale
Ha giocato nella nazionale azera Under-21.
Debutta nel 2012 con la nazionale maggiore azera.

## Palmarès

### Club

#### Competizioni nazionali
- Coppa d'Azerbaigian: 3

Qarabağ: 2014-2015, 2015-2016, 2016-2017
- Campionato azero: 9

Qarabağ: 2013-2014, 2014-2015, 2015-2016, 2018-2019, 2019-2020, 2021-2022, 2022-2023, 2023-2024, 2024-2025